# Duin Kapittel
Duin Kapittel (Engels: Chapterhouse: Dune) is een sciencefictionroman uit 1985 van de Amerikaanse schrijver Frank Herbert, de laatste in zijn Duin-boekenreeks van zes romans. Het steeg naar nummer 2 op de bestsellerlijst van The New York Times.

## Verhaal
De planeet Arrakis (bekend als Duin) is vernietigd door de Achtenswaardige Matres. De Bene Gesserit, die onder druk werd gezet maar zich verzette, heeft zich gehergroepeerd in de Kapittel. Deze planeet is het belangrijkste hoofdkwartier van de Bene Gesserit Broederschap. Hier, met de enige zandworm die voor de catastrofe op Arrakis werd gered, zijn ze van plan om deze vredige wereld van boomgaarden en boerderijen in een woestijn te veranderen. Kapittel zal de nieuwe planeet Duin zijn.